# 시흥군·부천군·옹진군 (1973년 선거구)
시흥군·부천군·옹진군은 대한민국의 옛 국회의원 선거구이다. 당시 경기도 시흥군, 부천군, 옹진군 지역을 관할했다.

## 역사
제9대 국회의원 선거를 앞두고 시흥군 선거구와 부천군·옹진군 선거구가 합쳐지면서 시흥군·부천군·옹진군 선거구로 신설되었다.
1973년 7월 1일, 부천군이 부천시로 승격되었으며 시흥군의 안양읍이 안양시로 승격되었다. 이에 제10대 국회의원 선거를 앞두고 부천시·안양시·시흥군·옹진군 선거구로 개편되었다.

## 역대 국회의원
| 선거   | 정당 | 정당   | 1위 의원 | 정당 | 정당       | 2위 의원 |
| ------ | ---- | ------ | -------- | ---- | ---------- | -------- |
| 1973년 |      | 신민당 | 이택돈   |      | 민주공화당 | 오학진   |

## 역대 선거 결과

### 대한민국 제9대 국회의원 선거
|  | 38.07% |

|  | 37.73% |

|  | 17.17% |

|  | 3.97% |

|  | 3.03% |